# Моррис, Бакнер Стит
Ба́кнер Стит Мо́ррис (англ. Buckner Stith Morris; 19 августа 1800 года — 16 декабря 1879 года) — американский политик, второй мэр Чикаго в 1838—1839 годах от Партии вигов.

## Биография
Бакнер Стит Моррис родился в 1800 году в городе Огаста, штат Кентукки. В 1832 году уезжает на север США, женившись в Кентукки на Эвелине Баркер. Пара переезжает в Чикаго, где Бакнер Моррис создаёт юридическую практику и совместно с Джонатаном Скэммоном открывает Чикагский лицей — первое литературное сообщество в городе. В 1835 году он перестаёт сотрудничать со Скэммоном и начинает работать вместе с Эдвардом Кейси. В 1838 году был избран мэром Чикаго и стал главой города. Впоследствии, в 1852 году стал Секретарём штата Иллинойс; также был окружным судьёй в округе Лейк в 1853—1855 годах.
После смерти жены Эвелины в 1847 году женился второй раз на Элизе Стефенсон в 1850 году. Она умерла в 1855 году.
Во время Гражданской войны Бакнер Моррис откровенно заявлял о своей оппозиции Северу, и его подозревали в связи с «Тайными сторонниками южан» — группой демократов, выступающих за немедленное прекращение войны и за мирное урегулирование с Конфедеративными Штатами. В 1864 году он был арестован за пособничество Конфедерации в попытке освобождения военнопленных из лагеря «Дуглас». Содержался под стражей 9 месяцев, однако впоследствии был оправдан военным судом. Находясь в тюрьме и будучи не в состоянии контролировать свои дела, потерял большую часть своего состояния.
Наследники Бакнера Морриса отказались пожертвовать часть исторических материалов в Чикагское историческое общество, несмотря на активные позывы к этой цели.